# 柴原政太郎
柴原 政太郎（しばはら まさたろう、1852年（嘉永5年1月）- 1940年（昭和15年）4月25日）は、明治から昭和時代前期の政治家、実業家。製塩家。衆議院議員（1期）。

## 経歴
志賀源作の三男として備前岡山藩領和気郡（のちの岡山県和気郡片上町、備前町を経て現備前市）に生まれ、1870年（明治3年）9月、赤穂郡塩屋村（兵庫県赤穂郡赤穂町を経て現赤穂市）の柴原政右衛門の死跡を相続する。漢学を修める。製塩業を営む。1871年（明治4年）赤穂郡の塩田取締となり、1874年（明治7年）戸長に就任する。郡内7箇村戸長に挙げられるが、1883年（明治16年）5月に脳充血により職を辞した。ほか、赤穂鉄道社長、同相談役を歴任した。
1888年（明治21年）兵庫県会議員に当選。1890年（明治23年）7月の第1回衆議院議員総選挙では兵庫県第8区から出馬し当選。衆議院議員を1期務めた。